# Med Campus III
Das Allgemeine Krankenhaus der Stadt Linz (AKh) war ein großes städtisches Krankenhaus in Österreichs drittgrößter Stadt Linz. Seit 31. Dezember 2015 ist es als Standort Med Campus III. Teil des Kepler Universitätsklinikums (KUK) – zusammengeführt mit der Landes-Nervenklinik Wagner-Jauregg und der Landes- Frauen- und Kinderklinik.

## Geschichte
Am 15. September 1863 wurde der Grundstein für das Allgemeine Krankenhaus der Stadt Linz gelegt. 1865 nahm es mit vier Mitarbeitern, darunter ein Arzt, den Betrieb auf. Später war das AKh ein modernes Schwerpunktkrankenhaus, in dem insgesamt rund 2.500 Mitarbeiter beschäftigt waren. Es besaß 21 medizinische Abteilungen und Institute sowie verschiedene Spezialambulanzen. Mit seinen 996 Betten, jährlich rund 53.000 stationären Patienten und mehr als 30.000 Operationen kam dem städtischen Krankenhaus eine bedeutende Rolle im oberösterreichischen Gesundheitssystem zu.

## Gemeinnützige Gesellschaft
Das städtische Krankenhaus wurde in eine gemeinnützige GmbH umgewandelt. Am 1. Jänner 2006 wurde das zur Gänze aus der Stadtverwaltung ausgegliederte AKh als 100-prozentige Tochtergesellschaft der Stadt Linz geführt. Dadurch wurden die Kooperationsmöglichkeiten mit anderen Spitälern vergrößert.
Gleichberechtigte Geschäftsführer der GmbH waren die Krankenhausdirektoren Heinz Brock, Erich O. Gattner und Karl Lenz.
Der Neu- und Umbau des Linzer AKh in den Jahren 1982 bis 2002 kostete insgesamt ca. 4.774.824.100 Schilling = 247 Millionen Euro. Es wurde u. a. das MED-Ausbildungszentrum errichtet und im Oktober 2000 eröffnet.

AKh Linz im Jahre 1865
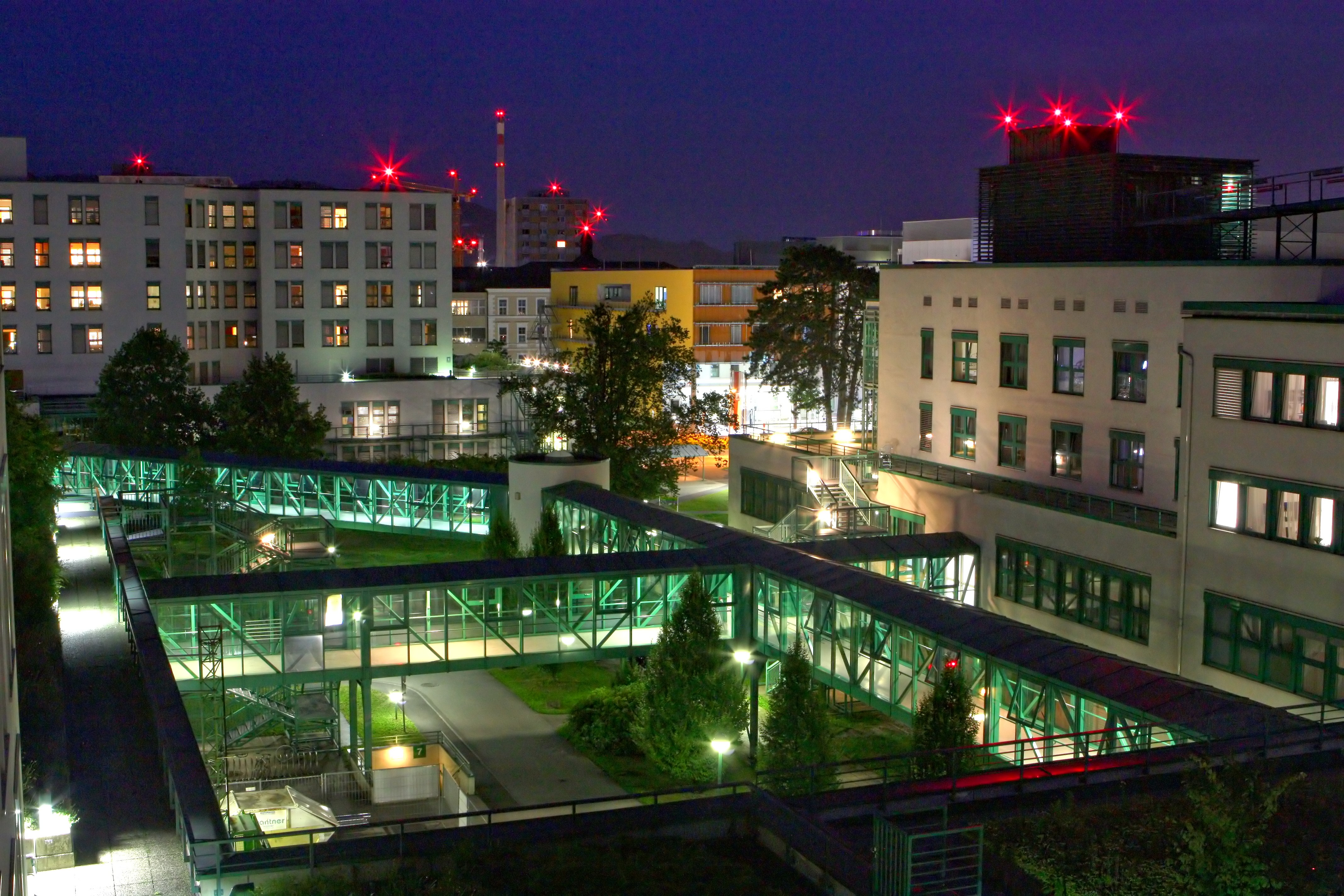
Links Bau A mit Haupteingang, rechts Bau D mit SAR-Landeplatz
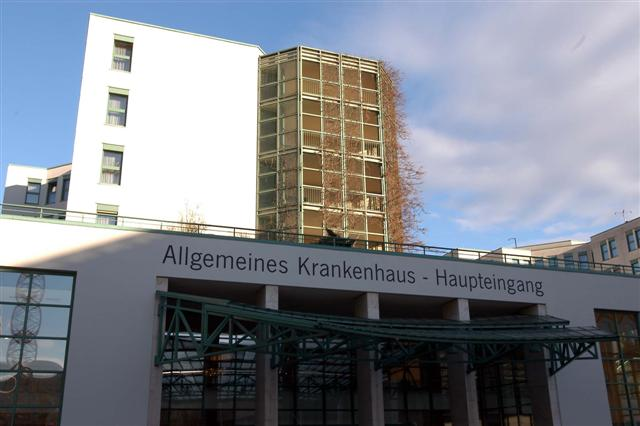
AKh Linz Haupteingang im Hintergrund Bau A
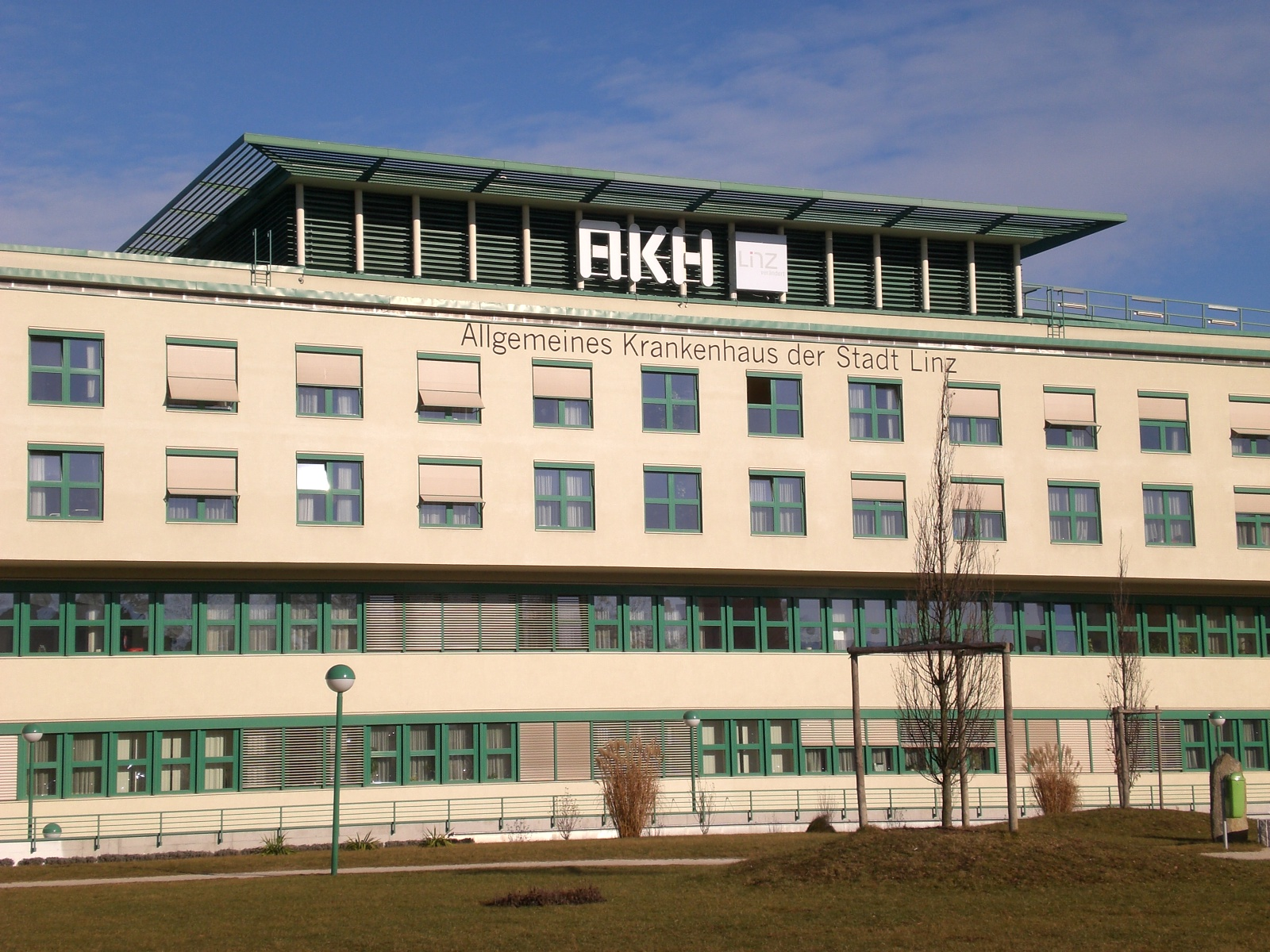
AKh Linz Bau D mit Helikopterlandeplatz
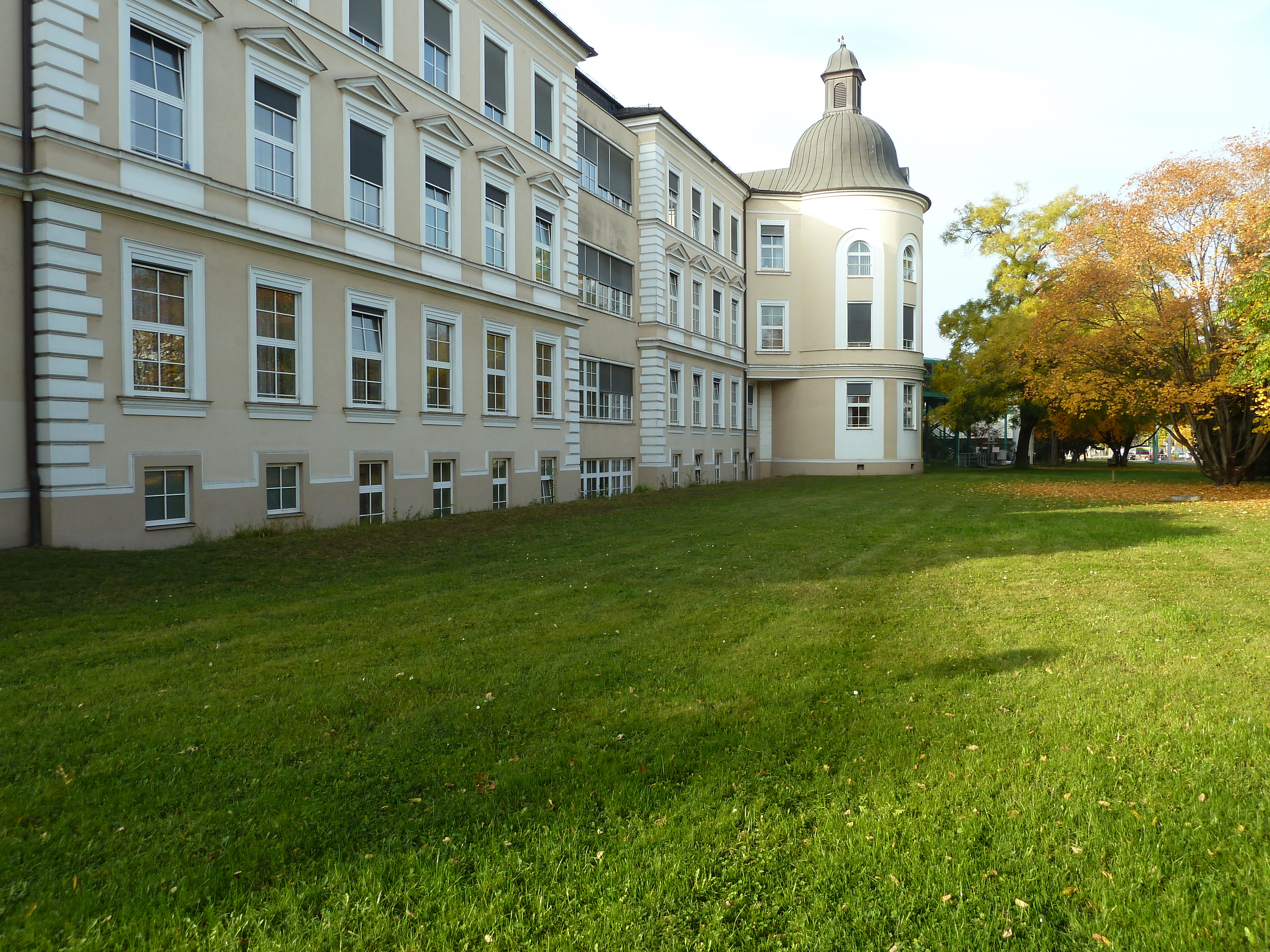
Rückansicht Bau E

## Linzer Spitalsviertel
In den vergangenen Jahren haben sich im Bereich um das Linzer AKh bedeutende Spitäler und die neue Blutbank des oberösterreichischen Roten Kreuzes angesiedelt. Diese moderne Blutzentrale versorgt alle Spitäler in Linz und Oberösterreich mit jährlich rund 72.000 Blutspenden. Im neuen Haus finden sich neben dem Blutspendebereich auch umfangreiche Labor-, Forschungs- und Behandlungseinrichtungen.
Im Frühjahr 2002 hat die Allgemeine Unfallversicherungsanstalt (AUVA) in unmittelbarer Nähe zum AKh mit dem Bau eines neuen Unfallkrankenhauses begonnen. Das unfallmedizinische Zentrum hat Mitte 2005 seinen Betrieb aufgenommen. Der neue Spitalskomplex an der Garnisonstraße beherbergt auch noch das Bürogebäude der AUVA, ein Wohnhaus für das Personal sowie eine Tiefgarage.
Zwischen dem AKh und der Landes-Kinderklinik wurde von der gespag im Oktober 2002 der Neubau der Landes- Frauen- und Kinderklinik begonnen. Er ersetzte die alte Landes-Frauenklinik an der Lederergasse und bildete mit der Kinderklinik eine funktionelle Einheit. Im Untergeschoß ist die neue Unfallambulanz des ehemaligen AKh eingerichtet.
Die Oberösterreichische Gebietskrankenkasse errichtete seit Mitte 2005 zwischen ihrem Zahnambulatorium und dem Unfallkrankenhaus an der Garnisonstraße ein neues Fachambulatorium. Es wurde am 25. September 2007 eröffnet.
Eine Besonderheit der Krankenhäuser der Stadt Linz ist, dass es einen Aufnahmekalender gibt, dieser Kalender legt fest an welchen Tagen die Notaufnahme welches Krankenhauses aufgesucht werden kann. Anzumerken ist, dass das Unfallkrankenhaus Linz, der Neuromed Campus und der Med Campus IV zu jeder Zeit Aufnahme haben.

## Ausbildung
Das MED-Ausbildungszentrum war ein Bestandteil des AKh Linz und die oberösterreichweit größte Bildungseinrichtung im Gesundheitsbereich. 400 Ausbildungsplätze standen zur Verfügung. Das Zentrum umfasste die Akademien für den logopädisch-phoniatrisch-audiologistischen Dienst, den medizinisch-technischen Laboratoriumsdienst und für den radiologisch-technischen Dienst sowie die Schule für allgemeine Gesundheits- und Krankenpflege. Weitere Angebote waren Sonderausbildungen und Weiterbildungen für den gehobenen Dienst der Gesundheits- und Krankenpflege, die Pflegehilfelehrgänge, die Ausbildung zum Altenfachbetreuer und Sanitäts-Hilfekurse.